# Kvantizacija
Kvantizácija je pojem, s katerim se izrazi spoznanje, da silostne količine (predvsem v območju atoma), kakor so npr. energija, moč, naboj, spin, gibalna količina, ne morejo imeti raznoželnih vrednosti, ampak samo mnogokratnike določenih vrednosti (osnovne vrednosti, kvanta). Npr., oddajanje ali sprejemanje moči pri izpuščanju ali vpijanju elektromagnetnega valovanja s pogostnostjo poteka v določenih kvantih moči E = h   v.